# Coupe d'Écosse féminine de football 2016
Navigation
Édition précédente Édition suivante
La Coupe d'Écosse féminine de football féminin est la 46e édition de la Coupe d'Écosse féminine de football. Cette compétition est organisée par la Fédération d'Écosse de football. 

## Deuxième tour
Les matchs ont lieu les 9 et 12 juin 2016.
| Club recevant               | Score           | Club visiteur           |
| --------------------------- | --------------- | ----------------------- |
| Dee Vale LFC                | 1-5             | Granite City FC         |
| Dunfermline Athletic LFC    | 7-0             | Dumbarton United        |
| Spartans FCWG               | 0-0 t. a. b.3-4 | Hamilton Academical WFC |
| Glasgow City                | 26-0            | East Kilbride           |
| Dee Ladies                  | 0-5             | Raith Rovers LFC        |
| Buchan LFC                  | 3-5 a. p.       | Forfar Farmington       |
| Stirling University Falkirk | 10-0            | Westerlands LFC         |
| Jeanfield Swifts            | 18-0            | Ross County LFC         |
| Rangers Ladies              | 7-0             | East Fife LFC           |
| Heart of Midlothian LFC     | 3-0             | St Roch's               |
| Renfrew                     | 5-0             | Queen's Park LFC        |
| Hibernian Ladies            | 11-0            | Boroughmuir Thistle FC  |
| Dundee United LFC           | 8-0             | Stenhousemuir           |
| Motherwell LFC              | 1-4             | Glasgow Girls           |
| Hutchison Vale              | 5-0             | Edinburgh Caledonia     |
| Celtic Ladies               | 3-0             | Aberdeen LFC            |

## Troisième tour
Le deuxième tour se déroule le 20 août 2017.
| Club recevant            | Score | Club visiteur               |
| ------------------------ | ----- | --------------------------- |
| Granite City FC          | 3-8   | Hutchison Vale              |
| Hibernian Ladies         | 19-0  | Renfrew                     |
| Celtic Ladies            | 3-1   | Forfar Farmington           |
| Dunfermline Athletic LFC | 0-4   | Glasgow Girls               |
| Heart of Midlothian LFC  | 3-0   | Hamilton Academical WFC     |
| Dundee United LFC        | 1-6   | Stirling University Falkirk |
| Rangers Ladies           | 1-3   | Glasgow City                |
| Jeanfield Swifts         | 6-1   | Raith Rovers LFC            |

## Quarts de finale
| Club recevant               | Score | Club visiteur  |
| --------------------------- | ----- | -------------- |
| Hibernian Ladies            | 3-1   | Celtic Ladies  |
| Stirling University Falkirk | 0-4   | Glasgow City   |
| Jeanfield Swifts            | 3-5   | Glasgow Girls  |
| Heart of Midlothian LFC     | 4-3   | Hutchison Vale |

## Demi-finales
| Club recevant           | Score | Club visiteur    |
| ----------------------- | ----- | ---------------- |
| Heart of Midlothian LFC | 0-5   | Hibernian Ladies |
| Glasgow Girls           | 0-9   | Glasgow City     |

## Finale
| Finale                | Glasgow City    | 1-1 | Hibernian Ladies | The SuperSeal Stadium |
| 6 novembre 2016 17:00 |                 |     |                  |                       |
|                       | Tirs au but 5-6 |     |                  |                       |